# Mychajliwka (hromada Wełykyj Burłuk)
Mychajliwka (ukr. Михайлівка) – wieś na Ukrainie, w obwodzie charkowskim, w rejonie kupiańskim, w hromadzie Wełykyj Burłuk. W 2001 liczyła 103 mieszkańców.